# Coesfeld
Coesfeld je německé okresní město ve vládním obvodu Münster ve spolkové zemi Severní Porýní-Vestfálsko. V roce 2023 zde žilo přes 23 tisíc obyvatel.

## Geografie
Město leží asi 35 km západně od Münsteru, v údolí řeky berkel. Městskou částí Baumbergen zasahuje až k vrchu Coesfelder Berg, odkud poblíž Billerbecku přitéká řeka Berkel. Protéká Coesfeldem, kde je u brány mostu Walkenbrückentor přehrazena a její voda z velké části odváděna potrubím v hradbách mimo okruh města. 
Jižně od Coesfeldu leží přírodní park Hohe Mark-Westmünsterland.
Sousedními obcemi jsou: Dülmen, Havixbeck, Billerbeck, Nottuln a Sendenn.

## Geologie
Coesfeld leží na hranici mezi západním písovcovým masivem chudým na živiny a na východě jílovitou půdou bohatou na živiny (východ), v Münsterlandské křídové pánvi, kde jsou opuky a opukové vápence ("Osterwickerské vrstvy"). Tyto horniny byly uloženy ve svrchní křídě asi před 72 miliony let. Lze v nich nalézt vrstvy zkamenělin: ulity plžů, ježovky a amonity, nálezy o průměru až 80 cm nejsou ojedinělé.

## Historie

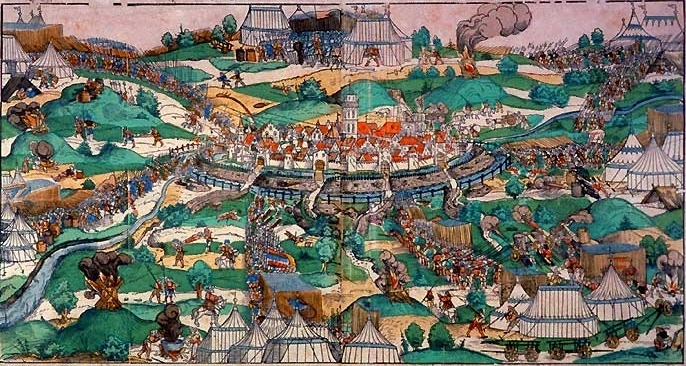
Novokřtěnci v Coesfeldu obklíčeni biskupským vojskem, rok 1534

Coesfeld se poprvé připomíná jako vesnice kláštera premonstrátů ve Varlaru, který byl založen roku 1032. K obrácení obyvatel na víru došlo již dlouho předtím. Jižně od řeky Berkel založil biskup první kostel sv. Jakuba (románská stavba byla vybombardována za druhé světové války, dochoval se jen jeden portál). Po té v roce 799 misionář z Friska a první münsterský biskup, svatý Ludger a založil dřevěný kostel sv. Lamberta. Zdejší vesnice a dvůr byly pak lénem münsterských biskupů. Městská práva obdržel Coesfeld roku 1197 od císaře Fridricha II. 
V roce 1234 byl do Coesfeldu přeložen klášter cisterciaček Narození Panny Marie (německy Marienborn), založený roku 1320 v Lippramsdorfu. Jeho první abatyše Mechtilda stála rovněž u založení dceřiného kláštera ve Welveru a vládla oběma klášterům až do své smrti. Klášter byla zrušen roku 1803 v rámci sekularizace všech klášterů v Prusku.

S šířením náboženské reformace roku 1534 do Coesfeldu přišli novokřtěnci a usadili se zde. Na obranu katolické diecéze proti nim vytáhl münsterský biskup Franz von Waldeck s vojskem a vyhnal je.

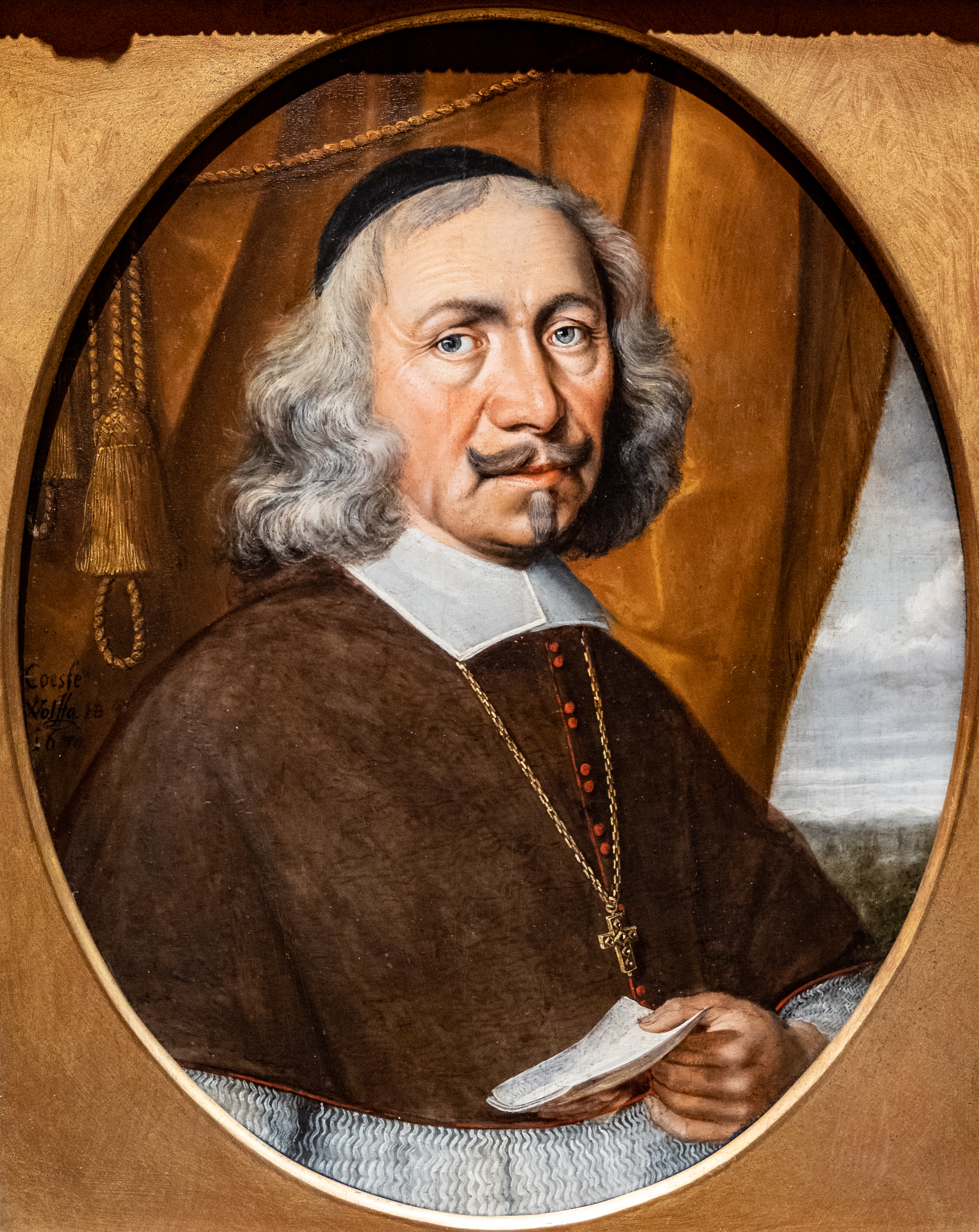
Kníže biskup Christoph Bernhard von Galen

Za třicetileté války se jako obránce města proti Švédům proslavil münsterský kníže-biskup Christoph Bernhard von Galenm, který velel münsterskému vojsku. Cizí vojska zahnal, začal si v Coesfeldu stavět palác (který nebyl dokončen a po jeho smrti byl zbořen). Proslavil se také obléháním holandských protestantských měst. Dále jako propagaci protireformace zahájil v Coesfeldu pořádání procesí k zázračnému kříži a otevřel Křížovou cestu s 18 zastaveními. Obě slavnosti se konají do současnosti. První procesí kolem historického centra Coesfeldu se koná ve Svatodušní pondělí. Druhé procesí křížové cesty bylo oproti tradičnímu Svatodušnímu úterý přeloženo na 14. září (svátek Povýšení Svatého kříže), nebo na neděli po něm. 
Francouzskou okupaci Coesfeldu v Sedmileté válce vedl Karel de Rohan, kníže ze Soubise s vojskem, které si v Coesfeldu v roce 1761 zřídilo zimoviště. Zničili městské hradby, a dovedli město k hospodářskému úpadku a útěku mnoha obyvatel z města. Francouzská okupace se opakovala za napoleonských válek.
V nedaleké vesnici Flamschen se roku 1774 narodila mystička Anna Kateřina Emmerichová, řeholnice augustiniánského kláštera v Dülmenu, jejíž vize ze života Krista a Panny Marie byly zapisovány a vydávány tiskem. Roku 1850 zde byla založena mariánská řeholní Kongregace sester Naší milé Paní z Coesfeldu, která se rozšířila do Francie, Nizozemí i do Ameriky a trvá dosud. 
V roce 1933 vedení města převzali národní socialisté: již roku 1938 vypálili synagogu (budova se dochovala, ale slouží jako protestantský kostel) a po zahájení druhé světové války zorganizovali od roku 1941 systematickou deportaci Židů do koncentračních táborů. Bombardování města Spojenci a osvobození města v březnu 1945 vedl americký generál Bernard Montgomery. Nucená správa trvala až do roku 1949.

## Památky

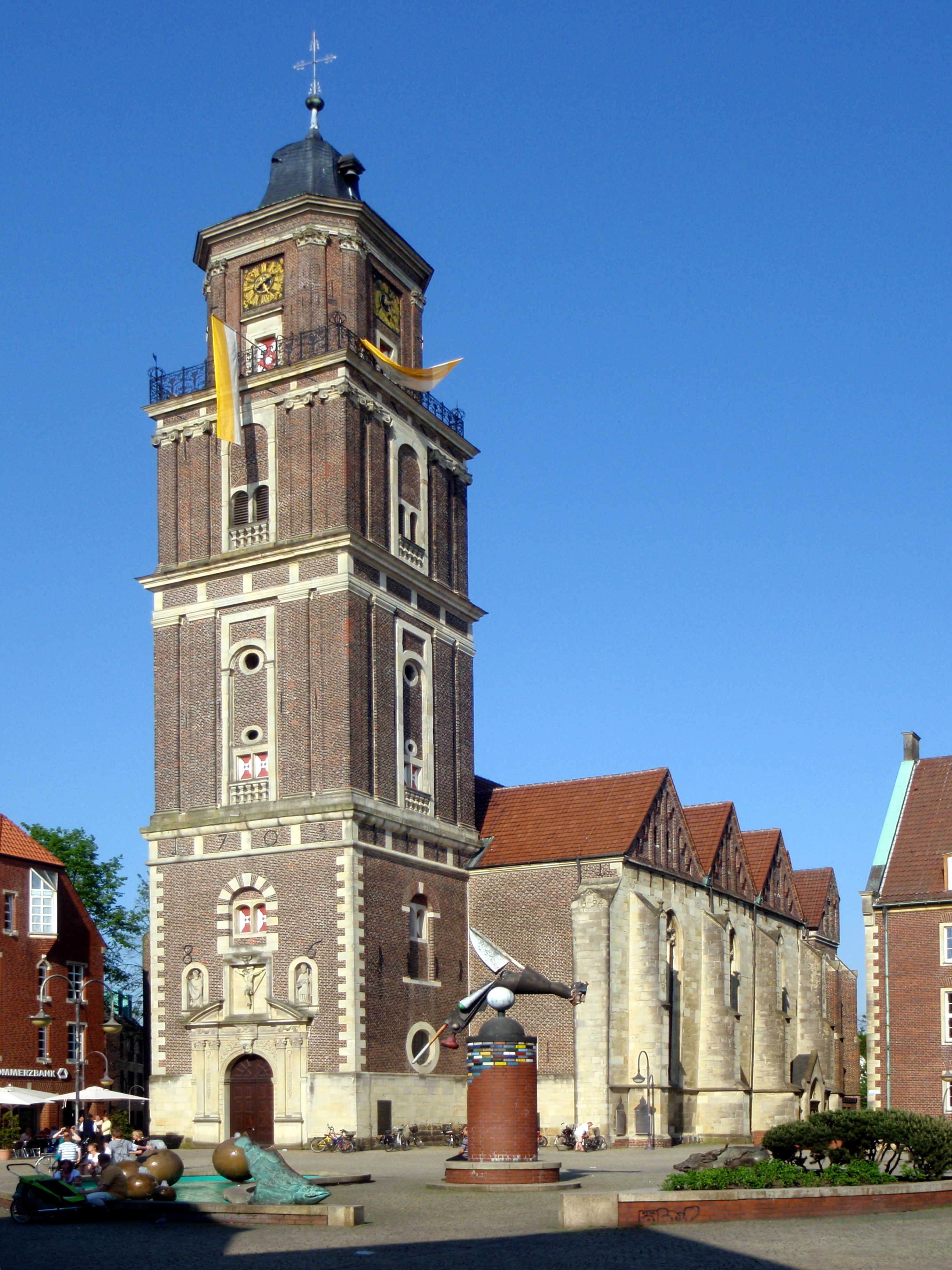
St. Lamberti Coesfeld

- Kostel sv. Lamberta - římskokatolický; stojí na místě dřevěného misijního kostela z konce 8. století; současný cihlový halový chrám byl postaven ve 13. století, rozšířen v roce 1473, za třicetileté války byly pobořeny obě věže v průčelí a nahrazeny současnou věží hranolovou. Z vnitřního zařízení je cenný Coesfeldský mystický krucifix (raně gotická dřevořezba na vidlicovém kříži), uctívaný jako zázračný, a bronzová křtitelnice z roku 1504.
- Evangelický kostel (dříve jezuitský sv. Ignáce), barokní, bombardovaný za druhé světové války, rekonstruovaný.
- Collegium Nepomucenum -Jezuitská kolej ze 17. až 18. století, po zrušení řádu přestavěná na zámek (nyní slouží městské správě); její součástí bylo Gymnasium Nepomucenum, které v modernizované podobě trvá dosud.
- Dvě brány městského opevnění
- Biskupský vodní mlýn, ruina budovy ze 17. století
- Větrný mlýn, dřevěný, z 19. století

## Osobnosti
- Johannes Löwenklau (1541-1594) - německý právník, historik a humanista
- Anna Kateřina Emmerichová (1774-1824) - německá řeholnice, mystička, vizionářka
- Christoph Bernhard von Galen (1606-1678) - kníže biskup z Münsteru

## Partnerská města
- De Bilt, Nizozemí
- Plerguer, Francie